# Testudo (formatie)

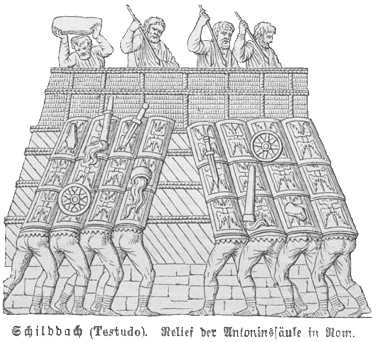
Een testudoformatie bereidt zich voor op een gevecht.

Een testudo, schilddak- of schildpadformatie is een Romeinse legerformatie, van legionairs, die zich zo opstelden, dat ieder lid van de formatie volledig beschermd werd met een schild van een andere legionair. Dit gaf de formatie het uiterlijk van een omgekeerde doos. De legionairs die een testudo hadden gevormd, waren, door deze formatie, bijna onkwetsbaar voor pijlen en werpsperen.
De testudo had ook andere functies. Zo gebruikten sommige Romeinse bevelhebbers de testudo bij belegeringen tegen forten en nederzettingen met lage muren, door een testudo tegen een muur te laten staan, een andere testudo erbovenop laten staan, en op deze wijze een soort menselijke trap te laten ontstaan waarmee andere legionairs over of op de muur konden klimmen. Tijdens deze gebeurtenis waren de legionairs dus ook bijna de hele tijd immuun voor pijlen en werpsperen. Testudo's konden pas worden gebruikt na de militaire hervormingen van Gaius Marius en de testudo is ook zijn uitvinding. Testudo's kwamen zeer van pas in de oorlogen die de Romeinen voerden tegen de Parthen en andere volkeren die militair gezien erg afhankelijk waren van hun boogschutters.

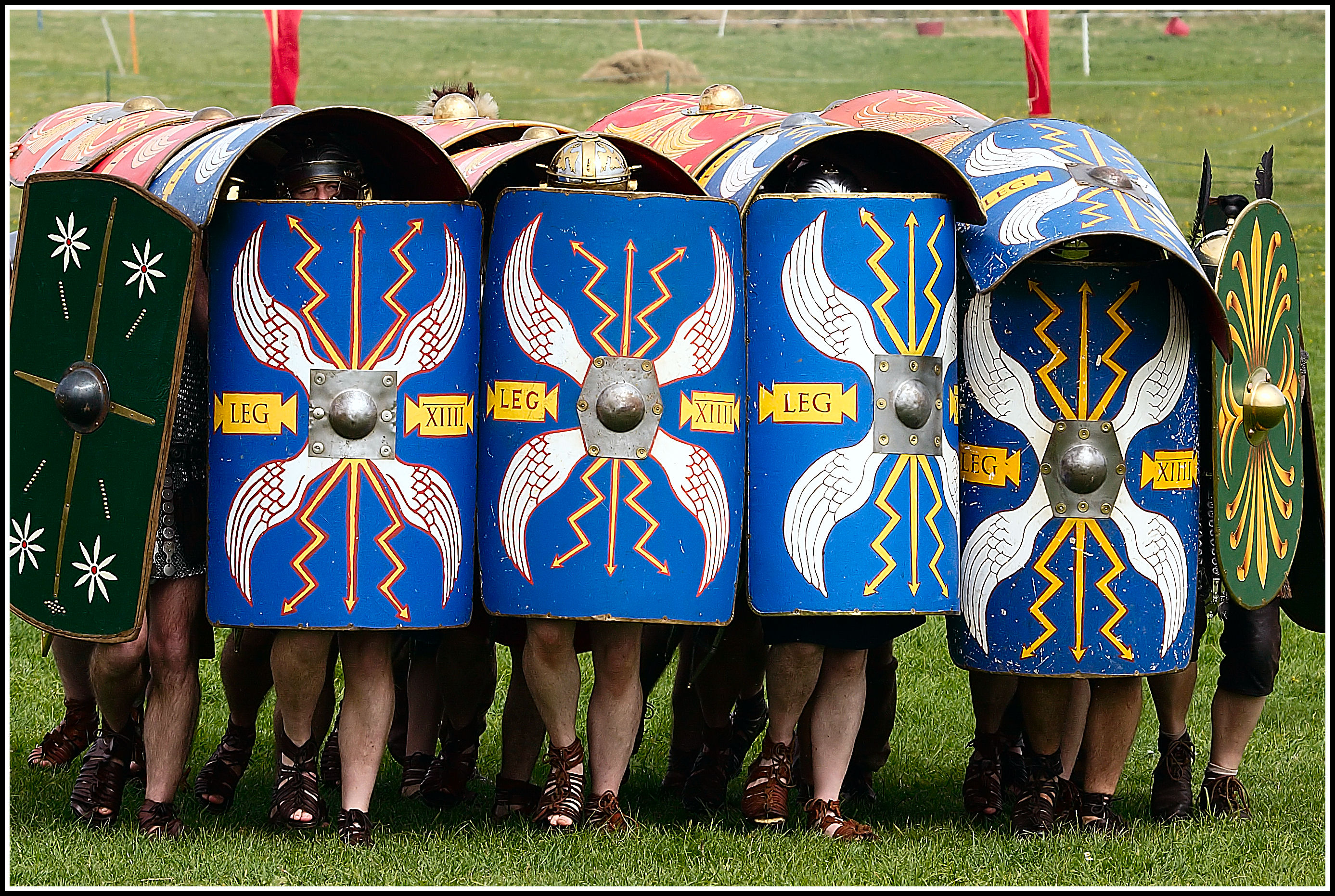
Moderne reconstructie van de Romeinse testudoformatie

Een nadeel aan deze formatie was dat de legionairs zeer langzaam moesten lopen om de formatie intact te kunnen houden. Verder bleek uit de slag bij Carrhae dat deze formatie niet bestand was tegen charges van zware cavalerie en dat de sterke bogen van de Parthen, blijkbaar, de Romeinse schilden met hun pijlen konden doorboren.